# فهرست سفرهای بین‌المللی ریاست‌جمهوری احمد الشرع
احمد الشرع از ۲۹ ژانویه ۲۰۲۵ به عنوان رئیس‌جمهور سوریه، نُه سفر بین‌المللی به کشورهای مختلف انجام داده است.

## خلاصه
تعداد بازدیدها به ازای هر کشوری که او به آن سفر کرده است:
- یک: بحرین، اردن، عربستان سعودی، مصر، قطر، امارات متحده عربی و فرانسه

نقشه سفرهای بین‌المللی احمد الشرع به عنوان رئیس‌جمهور، تا سال ۲۰۲۵:

- دو: ترکیه

## ۲۰۲۵
|   | کشور              | مکان‌های بازدید شده | تاریخ       | توضیحات | تصویر |
| - | ----------------- | ------------------ | ----------- | --- | --- |
| ۱ | عربستان سعودی     | ریاض جده مکه       | ۲–۳ فوریه   | دیدار با ولیعهد محمد بن سلمان به‌همراه اسعد حسن شیبانی وزیر امور خارجه. این اولین سفر رسمی به خارج از کشور از زمان سقوط رژیم اسد بود. بعدها به جده رفت تا برای انجام عمره عازم مکه شود.                        | |
| ۲ | ترکیه             | آنکارا             | ۴ فوریه     | دیدار با رئیس‌جمهور رجب طیب اردوغان | |
| ۳ | اردن              | امان               | ۲۶ فوریه    | دیدار رسمی. دیدار با عبدالله دوم به‌همراه وزیر امور خارجه اسعد حسن شیبانی | |
| ۴ | مصر               | قاهره              | ۴ مارس      | احمد الشرع در اجلاس اضطراری اتحادیه عرب شرکت و با عبدالفتاح سیسی، آنتونیو کوستا، محمود عباس، آنتونیو گوترش و رئیس شورای رهبری ریاست‌جمهوری یمن، رشاد علیمی دیدار کرد.                                          | President Ahmed al-Sharaa meets with President of the European Council, António Costa, 3 March 2025                                                                           |
| ۵ | ترکیه             | آنتالیا            | ۱۱–۱۳ آوریل | احمد الشرع به‌همراه لطیفه دروبی، بانوی اول در انجمن دیپلماسی آنتالیا شرکت کرد. وی با الهام علی‌اف، ویوسا عثمانی، نچیروان ادریس بارزانی، عبدالحمید دبیبه، محمد بن عبدالرحمن آل ثانی و رجب طیب اردوغان دیدار کرد. | President Ahmed al-Sharaa with Azerbaijan President Ilham Aliyev in Antalya, April 2025 · President Ahmed al-Sharaa with Kosovo President Vjosa Osmani in Antalya, April 2025 |
| ۶ | امارات متحده عربی | ابوظبی             | ۱۳ آوریل    | دیدار رسمی. وی به‌همراه هیئت همراه، با محمد بن زاید آل نهیان دیدار کرد. | |
| ۷ | قطر               | دوحه               | ۱۵ آوریل    | دیدار رسمی. وی به همراه اسعد حسن شیبانی، با تمیم بن حمد آل ثانی دیدار کرد. او بعداً با گروه جامعه سوری دیدار کرد، پس از آن دیدار رسمی با محمد شیاع السودانی و تمیم بن حمد آل ثانی برگزار شد.                   | |
| ۸ | فرانسه            | پاریس              | ۷ مه        | دیدار رسمی. دیدار با امانوئل مکرون. این اولین سفر رسمی به یک کشور غربی از زمان تصدی پست ریاست‌جمهوری بود. | |
| ۹ | بحرین             | پایگاه هوایی صخیر  | ۱۰ مه       | بازدید رسمی | |

## جلسات چندجانبه
قرار است جلسات چندجانبه سازمان‌های بین دولتی زیر که سوریه عضو آنهاست یا به آنها دعوت شده است، در دوران ریاست الشرع برگزار شود.
| گروه                               | سال          | سال         | سال  | سال  | سال  | سال  | سال  |
| گروه                               | ۲۰۲۵         | ۲۰۲۵        | ۲۰۲۵ | ۲۰۲۵ | ۲۰۲۵ | ۲۰۲۵ | ۲۰۲۵ |
| ---------------------------------- | ------------ | ----------- | ---- | ---- | ---- | ---- | ---- |
| اتحادیه عرب                        | ۴ مارس قاهره | ۱۷ مه بغداد |      |      |      |      |      |
| ██ = شرکت نکردم؛ ██ = رویداد آینده |              |             |      |      |      |      |      |